# 金川乡 (歙县)
金川乡，是中华人民共和国安徽省黄山市歙县下辖的一个乡镇级行政单位。 地处歙县东部，距县城62公里。东南与浙江省淳安县毗连，西邻杞梓里镇，北与三阳乡、竹铺乡相连。全乡面积52平方公里，共有5个行政村、67个自然村，81个村民组，常住人口11498人。乡政府驻地原名金竹头，金川为其雅名。
金川乡属于天目山的余脉白际山脉，平均海拔883.5米，是歙县平均海拔最高的乡。最高峰搁船尖海拔1477米，为歙县第二高峰。全乡大部分为森林覆盖，山场面积3800公顷，茶园、果林973公顷，耕地仅87公顷。山货特产有山核桃、菊花等。

## 行政区划
金川乡下辖以下地区：
金川村、查坑村、仁合村、长源村和伏黄村。

## 景点
金川乡境内有3A级景区搁船尖风景区。